# Euploea wiskotti
Euploea wiskotti är en fjärilsart som beskrevs av Johannes Karl Max Röber 1887. Euploea wiskotti ingår i släktet Euploea och familjen praktfjärilar. Inga underarter finns listade i Catalogue of Life.